# Новопавлівка (Волноваський район)
Новопа́влівка — село Волноваської міської громади Волноваського району Донецької області, Україна. Відстань до райцентру становить близько 6 км і проходить автошляхом місцевого значення.

## Населення

### Мова
Розподіл населення за рідною мовою за даними перепису 2001 року:
| Мова            | Кількість | Відсоток |
| --------------- | --------- | -------- |
| українська      | 131       | 74.43%   |
| російська       | 44        | 25.00%   |
| інші/не вказали | 1         | 0.57%    |
| Усього          | 176       | 100%     |

За даними перепису 2001 року населення села становило 176 осіб, із них 74,43 % зазначили рідною мову українську та 25 % — російську.